# Niterói
Niterói är en stad och kommun delstaten Rio de Janeiro. Staden ingår i Rio de Janeiros storstadsområde och har cirka en halv miljon invånare.